# Hvor små vi er
"Hvor små vi er" er en velgørenhedssang fra 2005 til fordel for tsunamiofrene i Sydøstasien. Den er udgivet i samarbejde mellem Læger Uden Grænser, Dansk Røde Kors, Folkekirkens Nødhjælp, Unicef, Red Barnet og IFPI. Sangens tekst og melodi er skrevet af Remee, mens musikken er komponeret af Nicolai Seebach og Rasmus Seebach.
Sangen lå sammenlagt 15 uger på den danske single-hitliste og solgte 13 gange platin.

## Trackliste
- Digital download

1. "Hvor små vi er" – 3:55

- CD single

1. "Hvor små vi er" (Radio Edit)
2. "Hvor små vi er" (Instrumental)
3. "Hvor små vi er" (A Capella)

## Credits
- Tekst & melodi: Remee
- Musik komponeret af Nicolai & Rasmus Seebach
- Executive producer: Remee
- Producer: Remee, Peter Biker, Nicolai Seebach og Rasmus Seebach
- Vocal producer: Peter Biker og Remee
- Guitar: Daniel Davidsen
- Alle andre instrumenter: Nicolai Seebach og Rasmus Seebach
- Teknikere: Hans Nielsen og Kristian Dalsgaard
- Indspillet og produceret i Focus Recording Studios, Vanløse
- Mixet af Mads Nilsson, White Room
- Mastering: Jan Eliasson, Tocano

### Medvirkende kunstnere
- Alberte Winding
- Alex Nyborg Madsen
- Alex
- Allan Vegenfeldt
- Anne Linnet
- Ataf
- Burhan G
- Cæcilie Norby
- Søren Bregendal
- Casper Christensen
- Chief 1
- Christina Groth
- Hush
- Jokeren
- Julie Maria
- Kasper Winding
- Kenneth Thordal
- Lene Nystrøm Rasted
- Liv Lykke
- Mads Mikkelsen
- Maria & Michael
- Morten Woods
- Nadia Gudmundsson
- Niels Brinck
- Nik & Jay
- Nicolai Seebach
- Nikolaj Christensen
- Nikolaj Lie Kaas
- Outlandish
- Paprika Steen
- Pernille Højmark
- Poul Krebs
- Rasmus Nøhr
- Rasmus Seebach
- Remee
- Søren Nystrøm Rasted
- Søs Fenger
- Saseline Sørensen
- Sonja Richter
- Steen Birger Jørgensen
- Stig Møller
- Stine Hjelm Jacobsen
- Szhirley
- Tue West
- Uffe Holm
- Virgo

## Hitlisteplacering
| Hitliste (2005)    | Højeste placering | Certifikationer           |
| ------------------ | ----------------- | ------------------------- |
| Tracklisten Top-40 | 1                 | 13x Platin[kilde mangler] |

## Koordination
- Universal Music Denmark A/S:
- Jens-Otto, Folmann, Las, Philip, Claus,Nanna,
- Skriver, Henrik og Peter
- Art Management:
- Ulrich, Annetta og Anne
- Knud Løkke Kommunikation
- Camilla Hansen
- Christian Grau, Reklamenetværket Glorious
- DCM Denmark,
- Den Skaldede Kok Catering
- Diageo
- Faxe
- Focus Recording Studio
- GDC
- Jesper Nymann, Fotograf
- Kiko Sjöberg
- Laudrup Vin & Gastronomi
- Maria Rosenkrantz Gjedsted, Fotograf
- Nego & Brando
- Ole Kibenich, Fotograf
- OMD
- Royal Beer & Pepsi
- Stine Kyhl Nørgaard
- Søren Svendsen, fotograf
- TAXA 4×35
- Thomas Rolsted
- Thomas Øvlisen
- TV 2 / DANMARK
- Stanley With - Stanley Photography